# Hortense (téléfilm)
Pour plus de détails, voir Fiche technique et Distribution.
Hortense est un téléfilm français réalisé par Thierry Binisti sur un scénario d'Ingrid Desjours et Bruno Lecigne et diffusé en France, le 14 décembre 2020 sur France 2.

## Synopsis
Alors que sa fille Hortense a été enlevée à l'âge de trois ans, Sophie peine a tourner la page et à reconstruire sa vie. Un jour, elle reconnaît sa fille sous les traits d'une jeune femme de 20 ans ...

## Fiche technique
- Réalisation : Thierry Binisti
- Scénario : Ingrid Desjours et Bruno Lecigne
- Sociétés de production : Chabraque Productions
- Première diffusion :
  -  France : 14 décembre 2020 sur France 2
  -  Belgique : 5 novembre 2020 sur La Une

## Distribution
Sauf indication contraire, les informations mentionnées dans cette section peuvent être confirmées par la base de données cinématographiques IMDb,  présente dans la section « Liens externes ».
- Catherine Jacob : Sophie Delalande
- Pauline Bression : Jeanne Martin
- Christopher Bayemi : Samuel
- Jérôme Anger : Paul Lamarque
- Katia Tchenko : Marie
- Jérôme Pouly : Rémi Gautier
- Alika Del Sol : Leïla Saïdi
- Annie Grégorio : Mamou
- Jean-Claude Leguay : Papou
- Jean-Michel Noirey : Bernard Rivat
- Camille Orsini : Margaux
- Karine Pinoteau : Journaliste